# Ujhelyi család

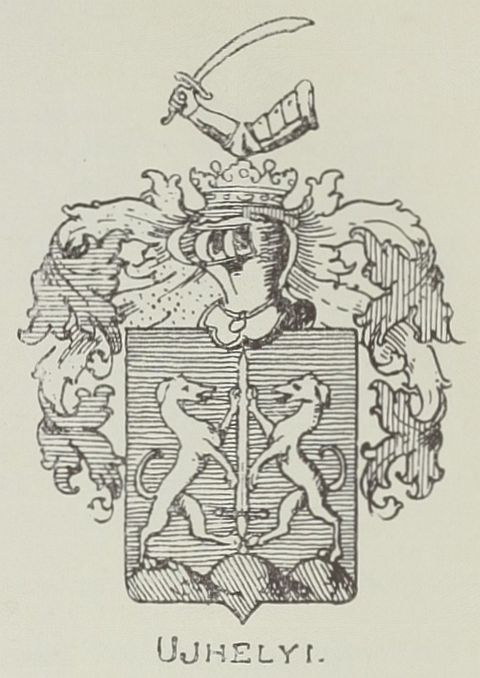
Az Ujhelyi család címere

A (Tisza-ujhelyi) Ujhelyi család a Hontpázmány nemzetség-ből vette eredetét. A család idővel Ugocsa, Szabolcs, Zemplén, Máramaros,
Bihar, és Szatmár vármegyében is elterjedt, mely megyékben, de főleg Ugocsa megyében
kiterjedt birtokai voltak, és már a 13. században Tiszaújhely-re adományt nyertek, 1365-től pedig pallosjoggal bírtak.
Az Ujhelyi család első ismert őse Marcellinus comes, de genere Hunt-Pázmány volt, aki 1250 körül élt.
Ennek fiai Mikó és Chepán voltak, kik 1274-ben az Ottokár ellen viselt háborúban elesett Achilles nevű
testvérük és saját érdemeikért V. István királytól Ugocsa vármegyében Visk földét kapta adományba, mely adományt 1281-ben IV. László és 1291-ben III. András király is megerősítette.
1300-ban azonban a Viski várdát és földet elcserélték III. András királlyal Rakaz és Arló helységekért, Sz.Ilonáért, Nyírtelekért, stb.
Nyírtelek később a családról Ujhely nevet kapott, s róla vették a családnevüket is.
A családból az 1800-as években még birtokos volt ott Ujhelyi Sándor, Ujhelyi László özvegye, Ujhelyi Zsigmond, Alajos, Gábor, Lajos, József és Antal is.
A családtagjai Ugocsa megyében a legrégibb időktől főbb megyei tisztségeket viseltek:
1505-ben György követ a rákosi országgyűlésre.
1602-ben, 1629-ben János alispán, majd 1637-ben követ.
1700-ban Sándor jegyző, 1706-1718-1726-ban alispán, közben 1712-ben követ.
A család szatmár megyébe is átszármazott ágának alapítója II. György volt, aki 1410-ben Szabolcs vármegye alispánja.
1453-ban Szatmár vármegyében már Darnó és Kispalád településen részbirtokos volt, majd fia Péter kapta Darnó és Palád felét.
Fent nevezett II. György neje Csernavodai Zsuzsanna volt, aki a Káta nemzetség-ből származott.
1496-ban Ujhelyi László és Ujhelyi Ágata Szepessy Lászlóné nyert királyi adományt Czégény, Cseke, Istvándi, Szekeres, Fülesd, Csécse, Milota
helységekre.
Szatmár megyében az 1800-as évek elején birtokos volt az Ujhelyi család Kocsord, Méhtelek,
Gacsály, és Rosály helységekben.
A családból Ujhelyi Antal Csáholy, Csenger, Csengerújfalu helységekben, Ujhelyi József pedig többek között Tiszabecsén.
1659-ben Ujhelyi András és fia István és János leánya országgyűlési végzés folytán részesültek
Kún István hagyatékában.
Ujhelyi Sándor 1848-49-ben őrnagy, Ujhelyi Mihály ˙(+1904) Vitka-i birtokos volt, Tamás pedig az 1900-as évek elején királyi közalapítványi felügyelő, a családból Sándor nagyszőlősi főszolgabíró, Tivadar ugyanekkor joghallgató volt.
Az Ujhelyi család tagjai a 18. században, 19. század elején birtokosok még többek között
Nyírmeggyesen is, Ujhelyi Zoltán pedig Balkányban.
A család birtokos volt ezenkívül Zemplén megyében is Kócshosszúmezőn és
Máramaros megyében Kis-Ráskán is.

## Az Ujhelyi család címere
Kékben, hármas zöld halmon, két egymással szemben ágaskodó eb, egy közéjük czölöpösen állított kardot tartanak.
Sisakdísz: Könyöklő pánczélos kar, kardot tart.
Takarók: kék-arany, vörös-ezüst.
A család kastélya Aranyosapátiban található. A kastélyt az Eördögh család építette, 1725-ben barokk stílusban, majd 1834-ben klasszicista stílusban megújították.